# RK 95 TP
RK 95 TP (від фінського rynnäkkökivääri 95 taittoperä , «штурмова гвинтівка 95 зі складаним прикладом»), офіційно 7,62 RK 95 TP і комерційно відома як M95, — це фінська штурмова гвинтівка калібру 7,62×39 мм, прийнята на озброєння фінських сил оборони у відносно невеликих кількостях у 1990-х роках. RK 95 TP спочатку мав багато вдосконалень, включаючи селектор керування вогнем і дуловий пристрій, який дозволяв стріляти гвинтівковими гранатами, кріплення глушника або багнета. Гвинтівка використовується тільки Фінляндією.

## Історія
Гвинтівка була розроблена наприкінці 1980-х років у відповідь на вимогу замінити службову гвинтівку 7,62 мм RK 62. У період з 1988 по 1990 рік компанія SAKO розробила прототип M90, який був істотно модернізованим варіантом RK 62. Зміни початкової конструкції полягали в тому, що перемикач управління вогнем і запобіжник, важіль якого перенесений на лівий бік ствольної коробки, виріз рукоятки зведення в затворній рамі закритий смугою металу.
Сама рукоятка взводу була розташована під кутом вгору (для посилення перезаряджання лівою рукою), цілик встановлювався по ковзаючій дотичній з регулюванням дальності 150 і 300 м, а рушницю оснащували відкидним трубчастим прикладом з прицілом. засув, створений за моделлю замкового рішення, що використовується в гвинтівці SIG SG 540. M90 також був оснащений багатофункціональним дульним пристроєм і ручним газовим клапаном, що дозволяло використовувати гвинтівкові гранати.

## Деталі дизайну

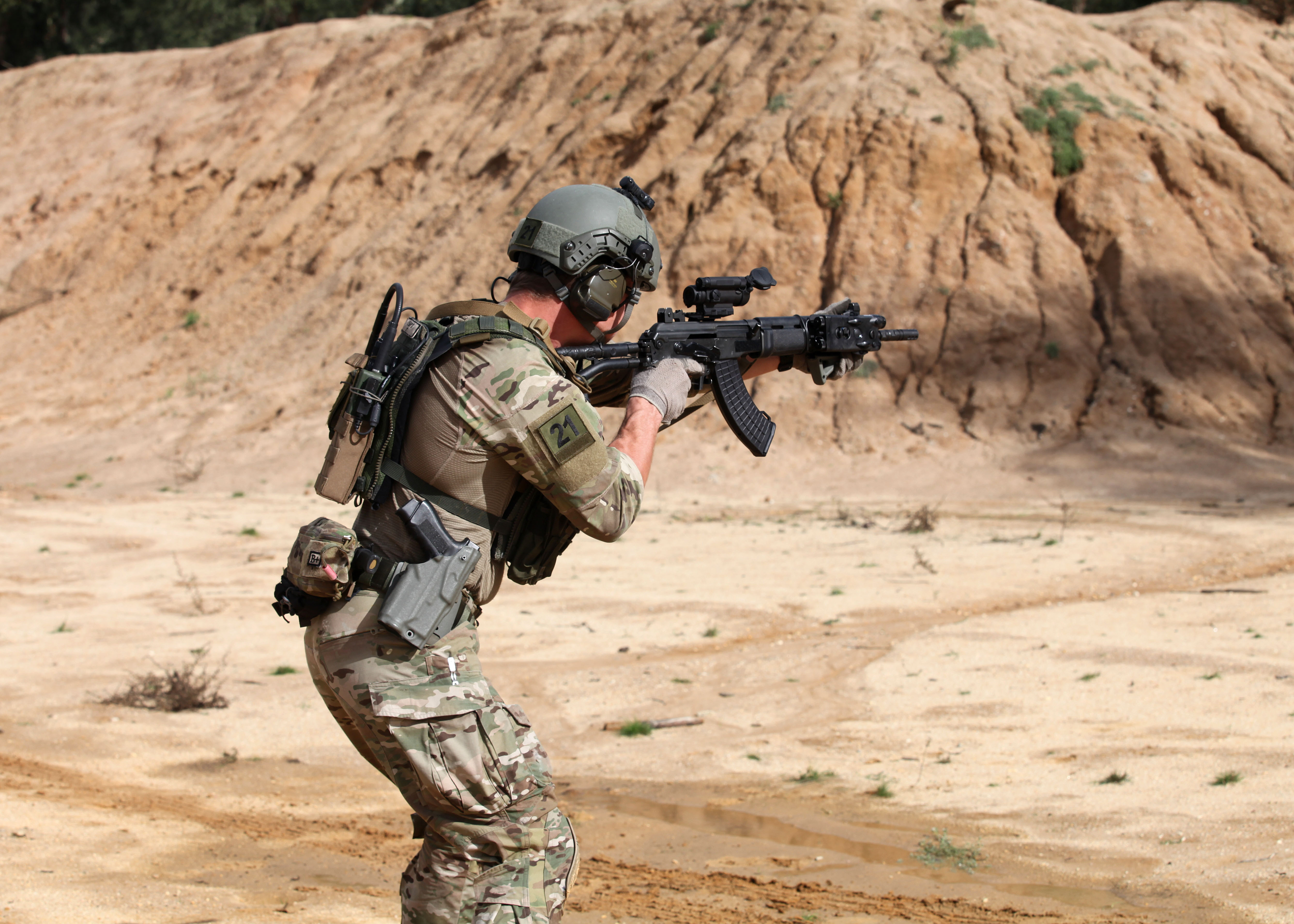
Фінський солдат із військово-морського підрозділу спеціального призначення ETO (Erikoistoimintaosasto) стріляє з RK 95 TP під час навчань.

### Робочий механізм
RK 95 TP — це газова вогнепальна зброя з вибором стрільби, яка використовує систему керування за схемою Калашникова з подовженим штоком газового поршня, з’єднаним із затворною рамою, як у гвинтівки АК. Засув, що обертається, замикається в батарею за допомогою двох замкових вушок.

### Особливості
Екстрактор пружини зброї встановлений всередині головки затвора і укладений в один із запірних вушок, а ежектор є нерухомим виступом внутрішньої напрямної рами затворної рами. У зброї використовується ударно-спусковий механізм куркового типу та ударно-спускова група, що забезпечує напівавтоматичний і повністю автоматичний режими стрільби. Перемикач вибору вогню, який також є ручним запобіжним перемикачем, може займати одне з трьох положень: верхнє «безпечне» положення (спусковий гачок і затворна рама відключені механічно), середнє положення (позначене трьома крапками) створює безперервний вогонь і нижнє налаштування (одна точка) активує роз’єднувач для режиму одиночного вогню.

### Годування
RK 95 TP має патрони під проміжний патрон 7,62 × 39 мм M43, завдяки своїй надійності в холодних і суворих погодних умовах/умовах місцевості. Гвинтівка живиться з вигнутих коробчатих магазинів з ударостійкого полімеру (маса порожнього 0,16 кг), з ємністю 30 патронів подвійних патронів. Ці магазини також взаємозамінні зі стандартними магазинами АК-47/АКМ.

### Пам'ятки
Гвинтівка поставляється з регульованими прицільними пристосуваннями, що складаються з передньої стійки та L-подібного цілика з подвійною апертурою з налаштуваннями для стрільби на дальності 150 і 300 м.  Мушка з поправкою на кут і кут кріпиться в напівзакритий стійці на газоблоку, а цілик — на верхній кришці ствольної коробки.
Для роботи в умовах слабкого освітлення в гвинтівці використовуються приглушені самосвітяться флакони газу тритію, встановлені в окрему відкидну стійку, прикріплену до основи мушки та розгорнуту вручну, а також у зборі цілика у фіксованому пазу приціл, відкритий обертанням цілика на 180° вперед навколо осі повороту.

## Варіанти

### M92S
Цивільний напівавтоматичний варіант калібру 7,62 мм був виготовлений і продавався як M92S. Це було продано цивільним особам, а також для продажу правоохоронним органам. Одним із способів відрізнити це від RK 95 TP є відсутність автоматичного шептала.

### M95S
M95S є напівавтоматичним варіантом RK 95 TP.

### M95 (5,56 НАТО)
Виготовлявся також експортний варіант гвинтівки, модифікований під патрон НАТО 5,56×45 мм з кулею SS109, що живиться з пластикових 30-патронних вигнутих магазинів. Стовбур має чотири правих канавки з ступенем закручування нарізів 185 мм (1:7 дюймів) і має початкову швидкість 920 м/с (3 018 футів/с) із використанням стандартних боєприпасів.
Невеликі номери цього варіанту були зроблені для того, щоб показати клієнтам потенційні контракти, які передбачають закупівлю RK 95 TP калібру 5,56 НАТО на торговельних виставках і збройних конвенціях.